# Válka trpaslíků a skřetů
Válka mezi trpaslíky a skřety je konflikt mezi rasami trpaslíků a skřetů ve světě J. R. R. Tolkiena. Válka, kterou rozpoutalo potupné usmrcení Durinova dědice Thróra, proběhla v letech 2793 - 2799 třetího věku. Po těžkých bojích toto střetnutí vyvrcholilo bitvou v Azanulbizaru. Trpaslíci zde dosáhli konečného vítězství, které však vykoupili velice těžkými ztrátami. Ve velké bitvě před branami Morie se tehdy proslavil mladý Thorin Pavéza.
Válka je Tolkienem nejpodrobněji pospána v dodatcích Pána prstenů, avšak zmínky o ní najdeme i v Hobitovi.

## Pozadí
Nepřátelství mezi trpaslíky a skřety sahá až hluboko do dob před prvním věkem. Nejstarší trpasličí rod Dlouhovousáčů, který se podle svého praotce nazýval Durinův lid, obýval od probuzení trpaslíků po tisíce let nejslavnější trpasličí sídlo Khazad-dûm. Po probuzení balroga v roce 1980 třetího věku však byli trpaslíci z města vyhnáni, Khazad-dûm zpustl a brzy ho obsadili skřeti. Většina přeživších trpaslíků uprchla na severovýchod, kde Dlouhovousáči založili nové kolonie v Šedých a Železných horách a také v hoře Osamělé hoře Erebor. Skřeti stejně jako trpaslíci obývali především horské sloje a jeskyně, a proto i zde velice často docházelo ke krvavým bojům mezi oběma rasami. Další velká pohroma pak na Durinův lid dolehla v roce 2770, kdy drak Šmak přepadnul Erebor a vypudil odtamtud krále Thróra. Durinův dědic byl donucen uprchnout, načež se pouze s malou družinou potuloval Středozemí.

### Příčina války
Po dvaceti letech v exilu opustil zestárlý a zchudlý Thrór svého syna Thráina, načež se pouze se svým věrným druhem Nárem odebral k východní bráně Morie. Thrór pravděpodobně ztratil rozum a chtěl se sám vrátit do slavného sídliště svých předků. Avšak poté, co sám sestoupil branou do dolů, byl usmrcen skřety. Ti Thrórovi usekli hlavu a na čelo mu trpasličími runami vyryli jméno svého vůdce Azoga. Thrórovo tělo rozsekali na kusy a naházeli je vranám. Skřeti poté přikázali Nárovi, aby donesl tuto výstrahu ostatním trpaslíkům. Nár přišel s touto strašnou zvěstí k Thrórovu synu Thráinovi. Ten se nad smrtí a pohanou svého otce strašlivě rozezlil, načež rozeslal posly s prosbou o pomoc na všechny světové strany.

## Průběh
Trvalo tři roky než trpaslíci shromáždili všechny své síly. Poté bojovníci Durinova lidu, ke kterým se přidaly také oddíly ostatních trpasličích čeledí, postupovali k Mlžným horám. Boje mezi naugrim a skřety hořely šest let od roku 2793 do roku 2799. Trpaslíčí vojsko postupovalo od hory Gundabad na severu směrem na jih a nemilosrdně plenilo veškerá skřetí doupata. Trpaslíci vítězili díky síle svého hněvu a svým jedinečným zbraním. Skřeti ze severu prchali k Morii, kde se jich kolem svého vůdce Azoga shromáždila velká síla.

Pronásledujícímu trpasličímu vojsku se skřeti postavili v zimě roku 2799 třetího věku před východní bránou Morie v údolí Azanulbizaru, které elfové nazývali Nanduhirionem. V krvavé bitvě u jezera Kheled-zâram nakonec zvítězili trpaslíci. Thrórova vraha Azoga v bitvě usmrtil mladičký Dáin, který tak zároveň pomstil svého usmrceného otce a krále Náina.

## Důsledky konfliktu
Ačkoliv se trpaslíkům podařilo v rozhodující bitvě zvítězit a pomstít tak Thrórovu pohanu, neodvážili se přes Thráinovo naléhání vstoupit do Morie, kde se nadále skrýval balrog. Přeživší naugrim po bitvě spálili těla svých mrtvých a rozešli se zpět do svých sídlišť. Mlžné hory byly na dlouhou dobu očištěny od skřetů, kteří byli buď zabiti nebo uprchli na jih, avšak v bitvě v Azanulbizaru padla nejméně polovina všech trpasličích bojovníků. Válka se skřety tak pro trpaslíky znamenala tvrdou demografickou ránu, ze které se tato pomalu ale jistě vymírající rasa jen velice obtížně vzpamatovávala.

## Bitvy
- Bitva v Azanulbizaru

## Adaptace
Ve filmu režiséra Petera Jacksona Hobit: Neočekávaná cesta je vyvrcholení války trpaslíků se skřety částečně zachyceno. V jednom z flashbacků se zde objevuje bitva v Azanulbizaru. Na rozdíl od knižní předlohy se v Jacksonově filmu Azog po usmrcení krále Náina nepostaví jeho synu Dáinovi, nýbrž svede souboj s mladým Thorinem. Ten se Azogovi ubrání pomocí dubové větve a podaří se mu utnout skřetovu levou paží. Azog navíc v boji nezemře, nýbrž je pouze zraněný odnesen několika skřety zpět do hlubin Morie.